# Mads Andersen
Mads Andersen (Nykobing, 8 ottobre 1970) è un giocatore di poker danese.
Il suo miglior risultato ottenuto allo European Poker Tour è il 1º posto nella stagione 2005/2006 all'evento di Copenaghen, in cui ha vinto DKr 2.548.040.